# Angel (prénom)
Pour les articles homonymes, voir Angel.
Angel (ou Ángel) est un prénom masculin signifiant Ange ou Messager. Le prénom Angel peut être également féminin dans les pays anglophone et Ángel est masculin dans les pays hispanophones. Ces prénoms peuvent désigner :

## Prénom

### Angel
- Angel (née en 1966), actrice pornographique américaine
- Angel Alonso (1923-1994), peintre français
- Angel Bonadeï (né en 1961), taekwondoïste français
- Angel Boris (née en 1974), mannequin de charme et actrice américaine
- Angel Chelala (né en 1989), athlète sprinteur français
- Angel Coulby (née en 1980), actrice britannique
- Angel Bismark Curiel (né en 1995), acteur américain
- Angel Dark (née en 1982), actrice pornographique slovaque
- Angel Dzhambazki (né en 1979), homme politique bulgare
- Angel Forrest (née en 1967), chanteuse et compositrice canadienne
- Angel Garcia
- Angel Gastelú (1914-2003), prêtre et poète cubain
- Angel Gomes (né en 2000), joueur anglais de football
- Angel Haze (née en 1991), rappeuse et parolière américaine
- Angel Kelly, actrice pornographique américaine
- Angel Lopez
- Angel Lorenzo (né en 1955), joueur franco-espagnol de football
- Angel McCoughtry (née en 1986), joueuse américaine de basket-ball
- Angel Olsen (née en 1987), chanteuse et compositrice américaine
- Angel Planells (1901-1989), peinte surréaliste catalan
- Angel Puigmiquel (1922-2009), dessinateur espagnol de bandes dessinées
- Angel Tîlvăr (né en 1962), homme politique roumain
- Pour l'ensemble des articles sur les personnes portant ce prénom, consulter :
  - la liste des articles dont le titre commence par ce prénom
  - les listes produites par Wikidata : Liste des personnes de prénom « Angel » — même liste en incluant les éventuels prénoms composés qui contiennent « Angel ».

### Ángel
- Ángel Acosta (né en 1990), boxeur portoricain
- Ángel Álvarez (1906-1983), acteur espagnol
- Ángel Aranda (1934-2000), acteur espagnol
- Ángel Arroyo (né en 1956), coureur cycliste espagnol
- Ángel Atienza (1931-2015), artiste et joueur espagnol de football
- Ángel Sanz Briz (1910-1980), diplomate espagnol
- Ángel Cabrera
- Ángel Caffarena (1914-1998), poète et éditeur de poésie espagnol
- Ángel Casero (né en 1972), coureur cycliste espagnol
- Ángel Castresana (né en 1972), coureur cycliste espagnol
- Ángel Darío Colla (né en 1973), coureur cycliste argentin
- Ángel Comizzo (né en 1962), joueur argentin de football
- Ángel Correa (né en 1995), joueur argentin de football
- Ángel Cuéllar (né en 1972), joueur espagnol de football
- Ángel Dealbert (né en 1983), joueur espagnol de football
- Ángel Di María (né en 1988), joueur argentin de football
- Ángel Edo (né en 1970), coureur cycliste espagnol
- Àngel Fabregat (né en 1965), écrivain catalan
- Ángel Fernández
- Ángel Gabilondo (né en 1949), homme politique espagnol
- Ángel Gallardo
- Ángel Ganivet (1865-1898), écrivain et diplomate espagnol
- Ángel Garma (1904-1993), psychiatre et psychanalyste argentin
- Ángel Garó (né en 1965), acteur comique andalou
- Ángel Garrido (né en 1964), homme politique espagnol
- Ángel Gómez (né en 1981), coureur cycliste espagnol
- Ángel González (1925-2008), poète espagnol
- Angel Guenchev (né en 1967), haltérophile bulgare
- Angel Rivera Guzmán, chanteur de reggae portoricain
- Ángel León (né en 1977), chef cuisinier espagnol
- Ángel Madrazo (né en 1988), coureur cycliste espagnol
- Ángel Marcos (né en 1943), joueur et entraîneur de football
- Ángel Melogno (1905-1945), joueur uruguayen de football
- Ángel Montoro (né en 1988), joueur espagnol de football
- Ángel Moyá (né en 1984), joueur espagnol de football
- Ángel Nieto (1947-2017), pilote de vitesse moto espagnol
- Ángel Nieto Jr. (né en 1976), pilote de course de moto espagnol
- Ángel Pagán (né en 1981), joueur portoricain de baseball
- Ángel Campos Pámpano (1957-2008), poète et traducteur espagnol
- Ángel Parra (1943-2017), chanteur chilien
- Ángel Pastor (1850-1900), matador espagnol
- Ángel Peralta (1926-2018), rejonaedor espagnol
- Ángel Pestaña (1886-1937), militant anarchosyndicaliste espagnol
- Ángel Pulgar (né en 1989), coureur cycliste vénézuélien
- Ángel Rambert (1936-1983), joueur franco-argentin de football
- Ángel Maturino Reséndiz (1959-2006), tueur en série mexicain
- Ángel Rodríguez
- Ángel Rosenblat (1902-1984), philolgue et essayiste vénézuélien
- Ángel de Saavedra (1791-1865), dramaturge et homme d'État espagnol
- Ángel Sanzo (né en 1973), pianiste espagnol
- Ángel Segurola (1935-2017), joueur espagnol de football
- Ángel Vicioso (né en 1977), coureur cycliste espagnol
- Ángel Viñas (né en 1941), écnonomiste et diplomate espagnol
- Ángel Zárraga (1886-1946), peintre mexicain

### Personnage
- Angel Batista, personnage de la série télévisée américaine Dexter
- Angel Salvadore, super-héroïne de l'univers Marvel Comics